# لارس فوجت
لارس فوجت (بالألمانية: Lars Vogt)‏ (و. 1970  م) هو عازف بيانو ألماني، ولد في دورن، يستخدم آلات بيانو.

## التعليم
تعلم في جامعة هانوفر للموسيقى والدراما والإعلام ‏.

## جوائز
حصل على جوائز منها:

جائزة  برامس ‏ (19 يونيو 2004)

## وصلات خارجية
- لارس فوجت على موقع IMDb (الإنجليزية)
- لارس فوجت على موقع ميوزك برينز (الإنجليزية)
- لارس فوجت على موقع أول ميوزيك (الإنجليزية)
- لارس فوجت على موقع ديسكوغز (الإنجليزية)